# Martín Luis Guzmán
Pour les articles homonymes, voir Guzmán.
Martín Luis Guzmán est un écrivain mexicain né à Chihuahua le 6 octobre 1887 et mort à Mexico le 22 décembre 1976. Il a écrit des romans inspirés par la Révolution mexicaine, pendant laquelle il a servi sous les ordres de Pancho Villa, les deux plus connus étant El águila y la serpiente (L'Aigle et le Serpent, 1928), récit autobiographique, et La sombra del caudillo (L'Ombre du Caudillo, 1929). 

## Biographie
Il passe son enfance à Veracruz. Il s'inscrit ensuite en droit à l'université de Mexico. Il s'engage dans la révolution de 1910 contre le régime de Porfirio Díaz. En 1913, il rejoint l'armée de Pancho Villa et devient son secrétaire particulier, avec le grade de colonel.
En 1915, il part pour l'Espagne. En 1917, il est à New York, où il dirige la revue El Gráfico. Rentré au Mexique, il crée en 1920 un journal, El Mundo. Il vit de nouveau en Espagne de 1925 à 1936 ; c'est l'époque où il publie ses deux œuvres les plus importantes. Il retourne alors au Mexique et ne s'occupe plus que de littérature.

## Œuvres
- Mina el Mozo : héroe de Navarra, Madrid, coll. « Vidas españolas del siglo XIX », 1932, 287 p.  (OCLC 473998412)
- Javier Mina : héroe de España y de México, Mexico, Compañia General de Ediciones, coll. « Colección Ideas, letras y vida », 1955, 236 p.  (OCLC 28321515)
- L'Aigle et le Serpent [« El águila y la serpiente »], Paris, Gallimard, coll. « La Croix du Sud », 1967, 399 p. (OCLC 420278269)
- L'Ombre du Caudillo [« La sombra del Caudillo »], Paris, Gallimard, coll. « Folio », 1996, 317 p. (ISBN 978-2-07-039454-8)